# 팔미토일-CoA
팔미토일-CoA(영어: palmitoyl-CoA) 또는 팔미토일 조효소 A(영어: palmitoyl coenzyme A)는 스핑고신의 생합성에 사용되는 아실-CoA 싸이오에스터이다.
|  |

팔미토일-CoA는 지방산의 β 산화를 위해 다른 지방산 아실-CoA 분자를 미토콘드리아로 운반하는 카르니틴 왕복통로 시스템의 일부이다.

## 추가 이미지

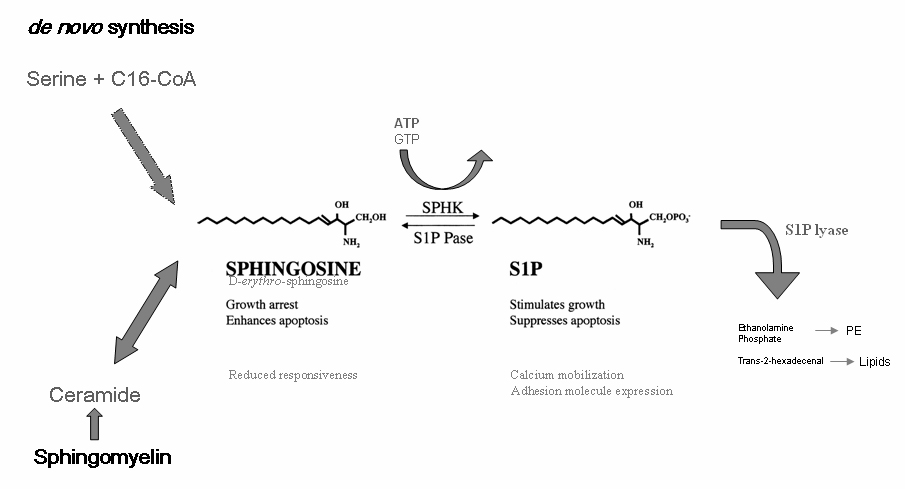
합성 과정
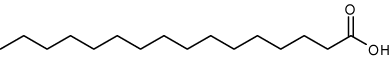
팔미트산
조효소 A

## 같이 보기
- 스핑고신
- 팔미트산
- 조효소 A